# Brendan O’Hare
Brendan O’Hare (1970. január 16. –) skót zenész; 1990 és 1994 között a Teenage Fanclub rockegyüttes dobosa, jelenleg a Mogwai posztrock banda tagja.

## Élete
O’Hare-nek két, Glasgow-ban született fia van. Partnerével, Jo Hartle-vel és annak gyerekeivel Essexben él. Akkor találkoztak, amikor O’Hare még a Teenage Fanclub tagja volt, Hartle pedig világítástervezőként dolgozott; jelenleg előadó és tervező, valamint rendezői díjnyertes.
Brendan jelenleg a Jesse Diss által vezetett Killed by Ghosts projekt írója és színésze, továbbá a Wendy Solomonnal az Angel and the Melodyhorns zenésze, illetve élettársával médiaprojekteken dolgoznak. Profi fotós és művész; 2018-ban kiállítást tervez nyitni.

## Pályafutása
Brendan O’Hare a dél-lanarkshire-i Cambuslangban lépett be a Teenage Fanclubba; A Catholic Education című első albumuk dalainak felében közreműködött. Innentől minden számuk írásában részt vett. A Thirteen albumot népszerűsítő koncert után lépett ki, mivel nem egyezett zenei ízlése a bandával, és belépett a Telstar Ponies zenekarba; velük két album erejéig dolgozott.
A Mogwai megalakulásakor csatlakozott hozzájuk, körülbelül egy évig volt tag. A New Musical Express humora és pozitív személyisége miatt „portfólió nélküli bohócnak” nevezte. Ez az elnevezés a Mogwai Young Team album With Portfolio című dalából származik. Később távoznia kellett, mert egy Arab Strap-fellépés közben beszélgetett, ami nem tetszett a többi tagnak. Ennek ellenére nem voltak komolyabb konfliktusok O’Hare és az Arab Strap között: Here We Go/Trippy című kislemezük 12 perces Trippy című dalához járult hozzá.
Sokat dolgozott együtt Dave Barkerrel (a Glass Records, Paperhouse és Creation kiadók vezetőjével), aki a Liminal nevű, elektronikus hatású dalokat játszó együttes tagja volt. Brendan O’Hare a glasgow-i The 13th Note-ban megszervezett koncertek hangtechnikusa, valamint a jegyeladásokat koordináló segítője volt; később az edinburgh-i Liquid Roomsban és a Voodoo Lounge-ban tette ugyanezt. 2006-ban újra a Teenage Fanclubbal koncertezett, amikor londoni, glasgow-i és barcelonai eseményeiken Bandwagonesque című albumukkal turnéztak.
A The Plimptons tiszteletbeli tagja; második albumuk, a Pomp gitárosa. 1996 és 2005 között saját együttese, a Macrocosmica gitárosa volt.
O’Hare három, ambient stílusú albumot adott ki Fiend néven. Ezekben a Telstar Ponies, akkori zenekara is közreműködött. Ezeket Dave Barker segítségével digitális formátumban tervezi kiadni.
Amikor 2010-ben visszatért gyerekeihez, odaítélték neki az év skót hangmérnökének járó díját. 2017-ben szerepelt a Dark Globes egy koncertjén, valamint számos alkalommal ezen eseményeken mutatta be saját újonnan elkészült dalait.

## Diszkográfia

### Teenage Fanclub
- A Catholic Education (1990)
- The King (1991)
- Bandwagonesque (1991)
- Thirteen (1993)

### Mogwai
- Mogwai Young Team (1997)

### Macrocosmica
- Ad Astra (1997)
- Space Geek (EP, 1998)
- Art of the Black Earth (2003)
- Farewell to Earth (2005)

### Fiend
- Caledonian Gothic (1997)
- Caledonian Cosmic (1998)
- Caledonian Mystic (1998)

## Fordítás
Ez a szócikk részben vagy egészben  a   Brendan O'Hare című angol Wikipédia-szócikk ezen változatának fordításán alapul.  Az eredeti cikk szerkesztőit annak laptörténete sorolja fel. Ez a jelzés csupán a megfogalmazás eredetét és a szerzői jogokat jelzi, nem szolgál a cikkben szereplő információk forrásmegjelöléseként.